# Debbie Fuller
Deborah Lynne Fuller (conocida como Debbie Fuller; Montreal, 24 de junio de 1966) es una deportista canadiense que compitió en saltos de trampolín. Es hermana de la también saltadora Wendy Fuller.
Ganó una medalla de bronce en los Juegos Panamericanos de 1987, en la prueba individual.

## Palmarés internacional
| Juegos Panamericanos | Juegos Panamericanos          | Juegos Panamericanos | Juegos Panamericanos |
| Año                  | Lugar                         | Medalla              | Prueba               |
| -------------------- | ----------------------------- | -------------------- | -------------------- |
| 1987                 | Indianápolis (Estados Unidos) | Medalla de bronce    | Trampolín 3 m        |